# Фидаи, Салават Фидаевич
Салава́т Фида́евич Фида́и (баш. Фидаи Салауат Фидай улы; род. 27 ноября 1972) — российский художник и скульптор-миниатюрист, с 2014 года создающий микроскульптуры из графитовых стержней для карандашей.

## Творчество
Творческий путь Салавата Фидаи начинается с 2000 года, когда он экспериментировал в цифровой фотографии. Фото натюрмортов с овощами и фруктами, которые вошли в серию «Тихая жизнь вещей», были созданы с использованием «световой кисти». Эти работы были представлены в 2004 году на выставке «Столичная история» в Москве, а также на фотовернисаже «Эрос: времена и лики» в Санкт-Петербурге в 2005 году.
С 2014 года он начитает создавать картины в стиле экспрессионизма и импрессионизма. Салават впервые выставляет свои картины из серии «Дождливый город» в январе 2015 на выставке «Муза должна работать» в Санкт-Петербурге. В результате творческого поиска новых материалов он интересуется миниатюрным искусством. Он создаёт миниатюрные картины на семенах тыквы, подсолнечника и зёрнах риса, а также оригинальные копии картин Ван Гога на спичечных коробках. В апреле 2015 года Музей Винсента Ван Гога в Амстердаме публикует в своём аккаунте Twitter миниатюрную копию картины «Звёздная ночь», которую Салават Фидаи сделал на семечке тыквы.
В конце 2014 года Салават Фидаи освоил новый материал — графитовые стержни карандашей. В период с ноября 2014 по февраль 2015 он создал первые микроминиатюры на кончиках карандашей.
Салават Фидаи использует в своей работе стереомикроскоп и нож со сменными лезвиями. Первые его микроскульптуры были сделаны из карандашей с грифелем диаметром 5 мм. В дальнейшем Салават стал использовать обычные карандаши с грифелем в 0,35, 0,5 и 2 мм.
В период с 2014 по 2017 год Салават Фидаи создал более 250 микроскульптур из графита.
В начале 2016 года была издана книга-фотоальбом «The Pencilbook» с работами Салават Фидаи за 2013—2014 год и его автобиографией. Средства на издание книги были собраны поклонниками на краудфандинговом проекте на Indiegogo.com
В 2017 году Салават Фидаи создал бюст президента Дональда Трампа и Владимира Путина из грифеля карандаша диаметром 5 мм, портрет Путина находится в Музее «Русский Левша» в Санкт-Петербурге.
В период с 2015 по 2021 год Салават Фидаи провёл свои выставки в городах России, Великобритании, Сингапуре, США, ОАЭ.

## Выставки
- Участие в фотовыставке «Столичная история» в ЦДСХ в Москве, сентябрь 2005
- Участие в фотовернисаже «Эрос. Времена и лики» в ЦВЗ «Манеж» в Санкт-Петербурге, сентябрь 2007.[3]
- Участие в выставке молодых художников «Муза должна работать», Творческий кластер «Артмуза», Санкт-Петербург, январь 2015.
- Первая персональная выставка в галерее Launch! Gallery в Калвер-Сити, США, июнь 2016.
- Персональная экспозиция микроскульптур на вокзале Кингс Кросс, Лондон, по заказу компании Virgin Trains, сентябрь 2016.[11]
- Персональная экспозиция микроскульптур на Международной книжной ярмарке в экспо-центре в Шардже, ОАЭ, ноябрь 2016.
- Участие в выставке «Рекорды и невероятные факты». «Титикака», Архангельск, Россия, февраль 2017.[15]
- Персональная выставка «Игра престолов» в галерее K+Curatorial Space[16], Сингапур по заказу компании HBO Азия, май 2017.[12][13][17][18]
- Участие в выставке «Рекорды и невероятные факты». «Титикака», Санкт-Петербург, Россия, июль 2017.
- Персональная выставка «Игра престолов» в Куала-Лумпуре при участии компании HBO Asia и Astro, июль 2017.[19][20][21][22]
- Участие в выставке «Невидальщина: Маленькие чудеса в искусстве» от Международной гильдии мастеров и Витебским областным краеведческим музеем в Витебске в августе 2017 года.[23]
- Участие в выставке «Невидальщина» в Музее микроминиатюры «Русский Левша» МГМ, Санкт-Петербург, Россия, декабрь 2017.[10][24]
- Персональная выставка микроскульптур «Игра престолов» в Бангкоке при участии компании HBO Asia и AIS D.C, август 2017.[25][26]
- Персональная выставка микроскульптур из карандаша в галерее Samuel Owen Gallery, Гринвич, США, декабрь 2017[27]
- Первая масштабная выставка в России «На кончике карандаша», Музей рекордов и фактов «Титикака», Санкт-Петербург, октябрь 2021.[28][29]

## Галерея

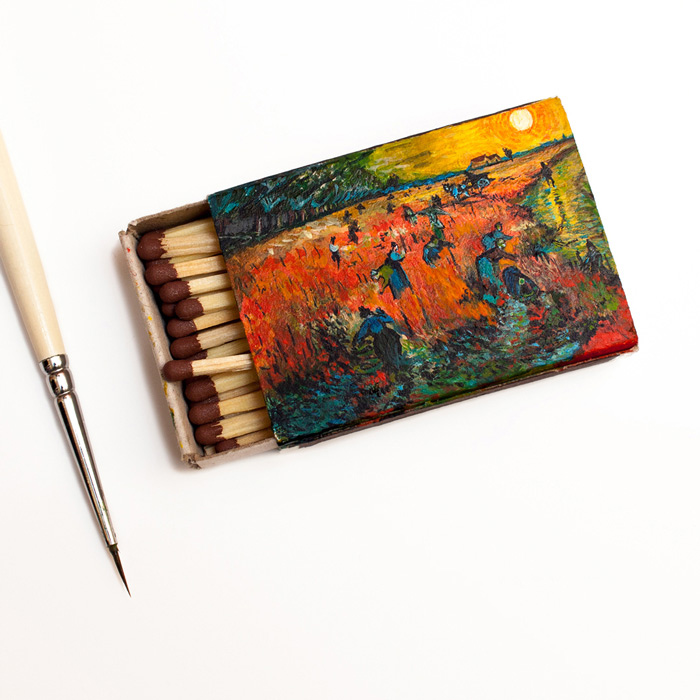
«Красные виноградники в Арле» копия картины Винсента Ван Гога на коробке спичек
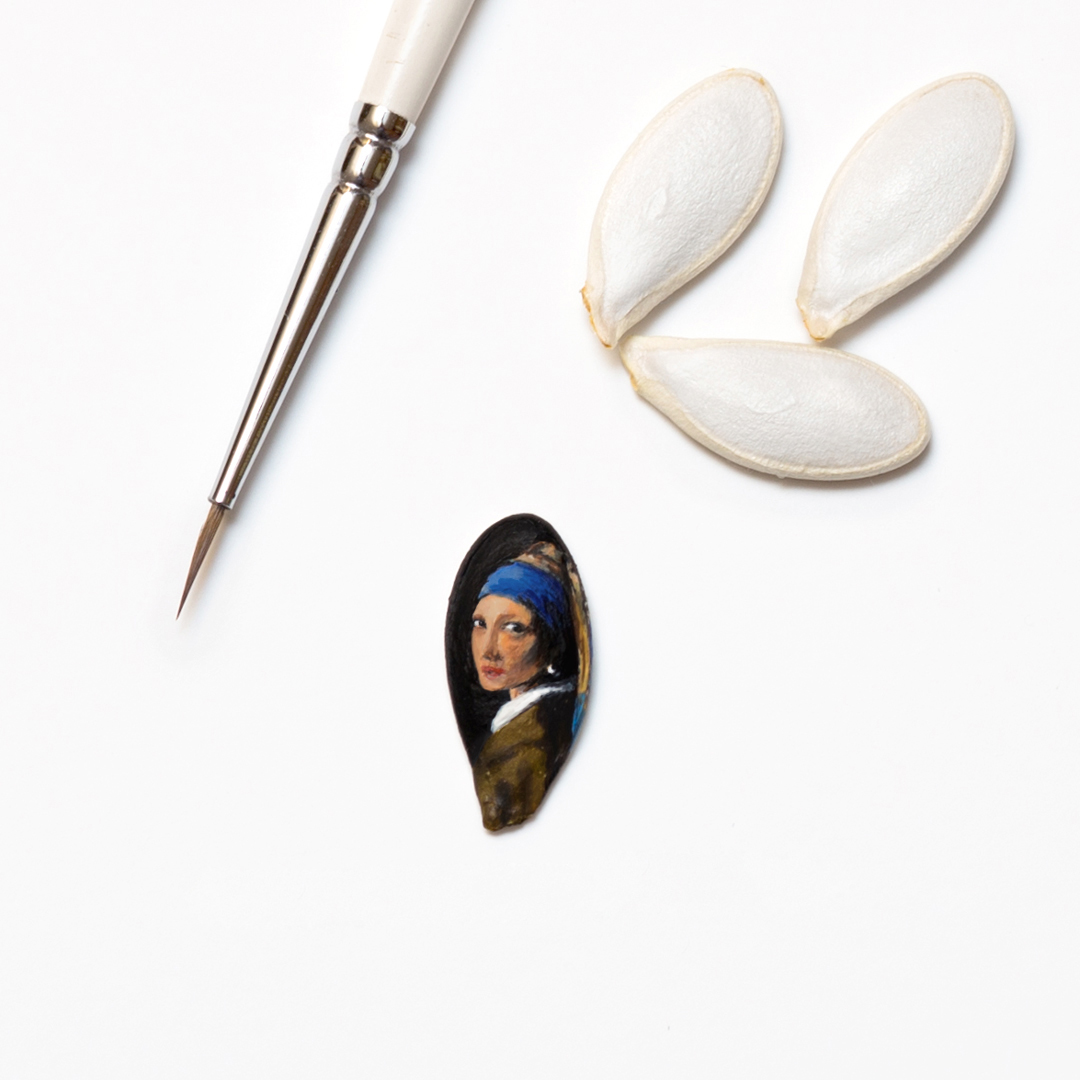
«Девушка с жемчужной серёжкой» копия картины Яна Вермеера на семечке тыквы
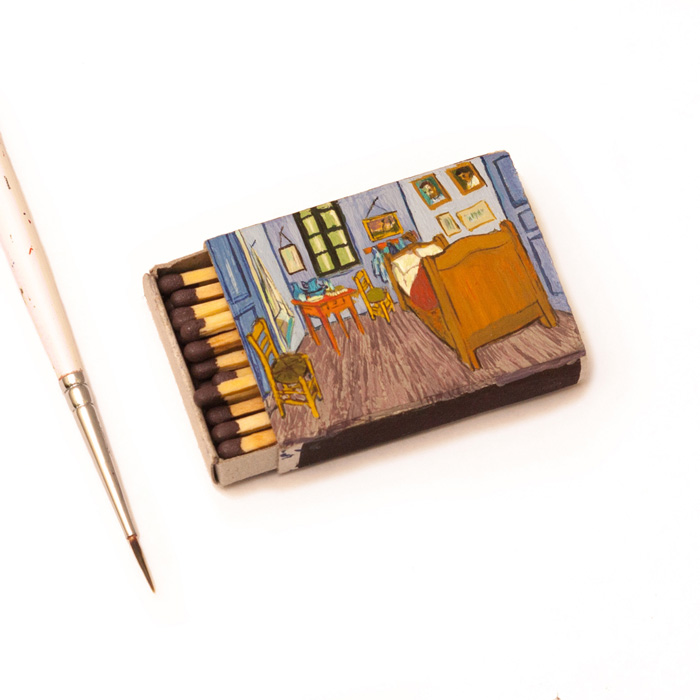
«Спальня в Арле» копия картины Винсента Ван Гога на коробке спичек
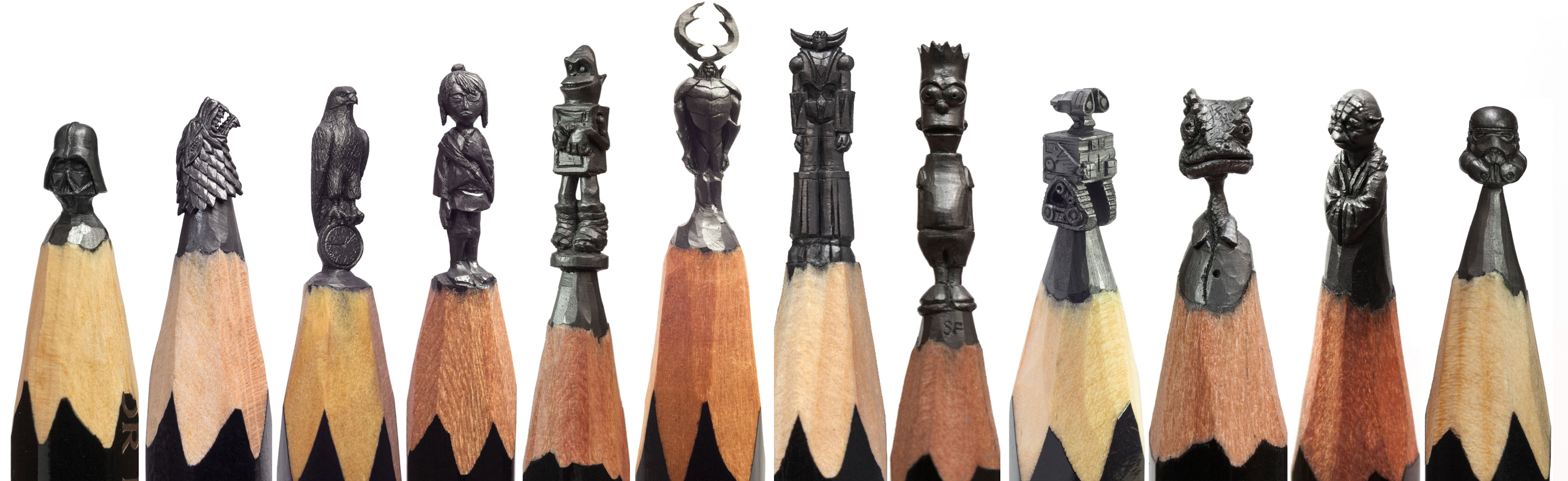
Персонажи поп-культуры на кончиках карандаша
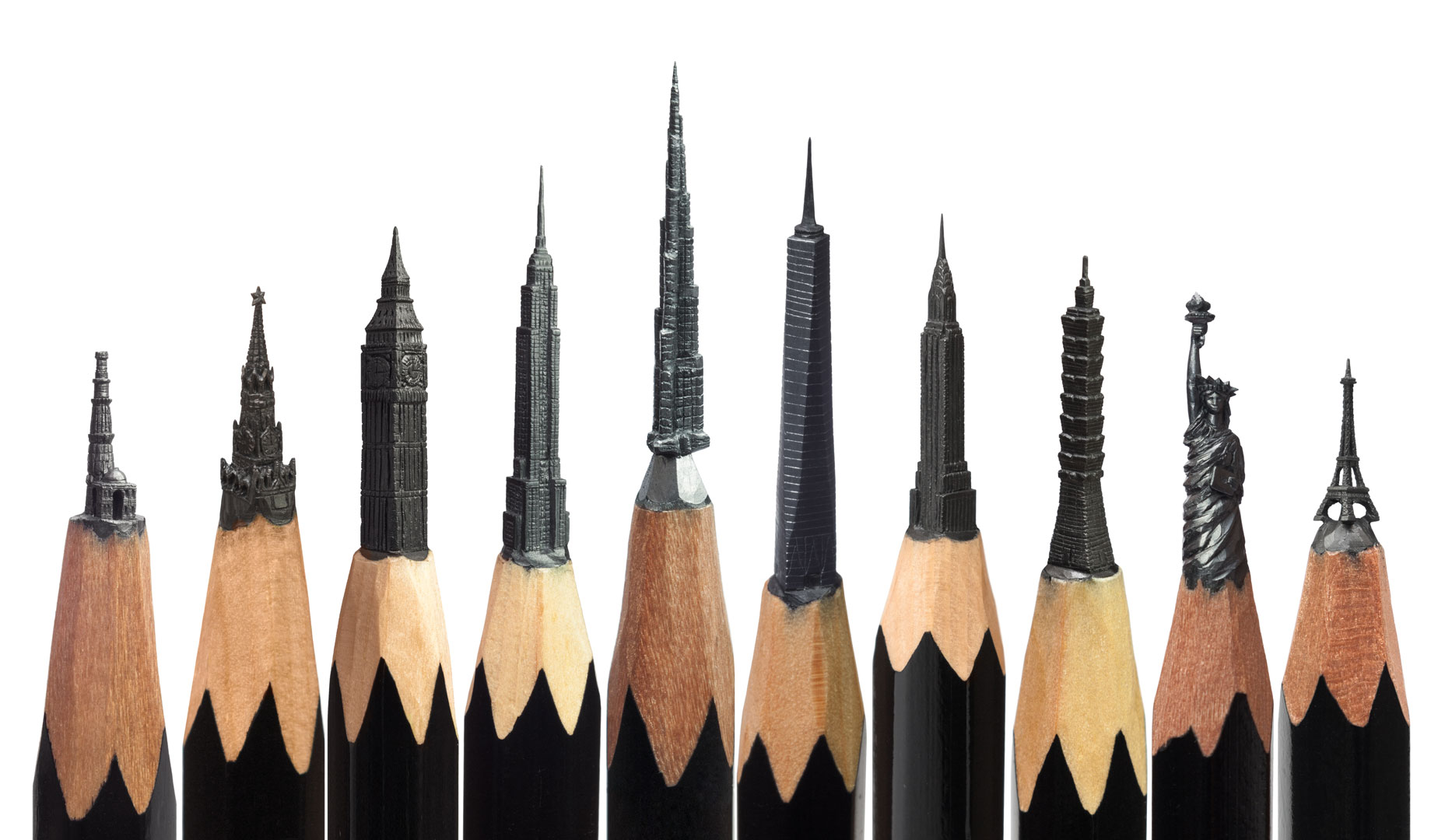
Знаменитые здания на кончиках карандаша
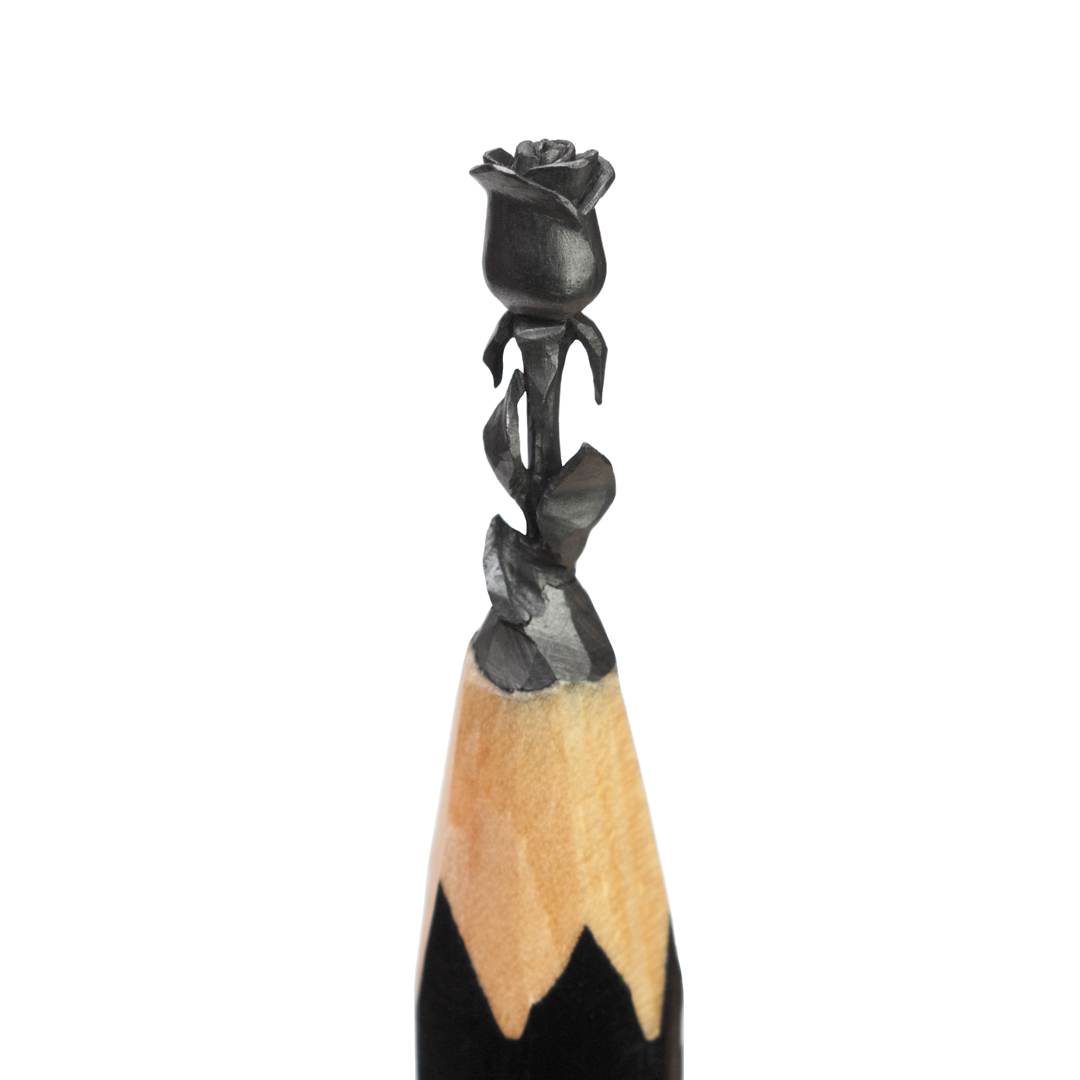
Роза. Микроскульптура из графита, диаметр 5 мм
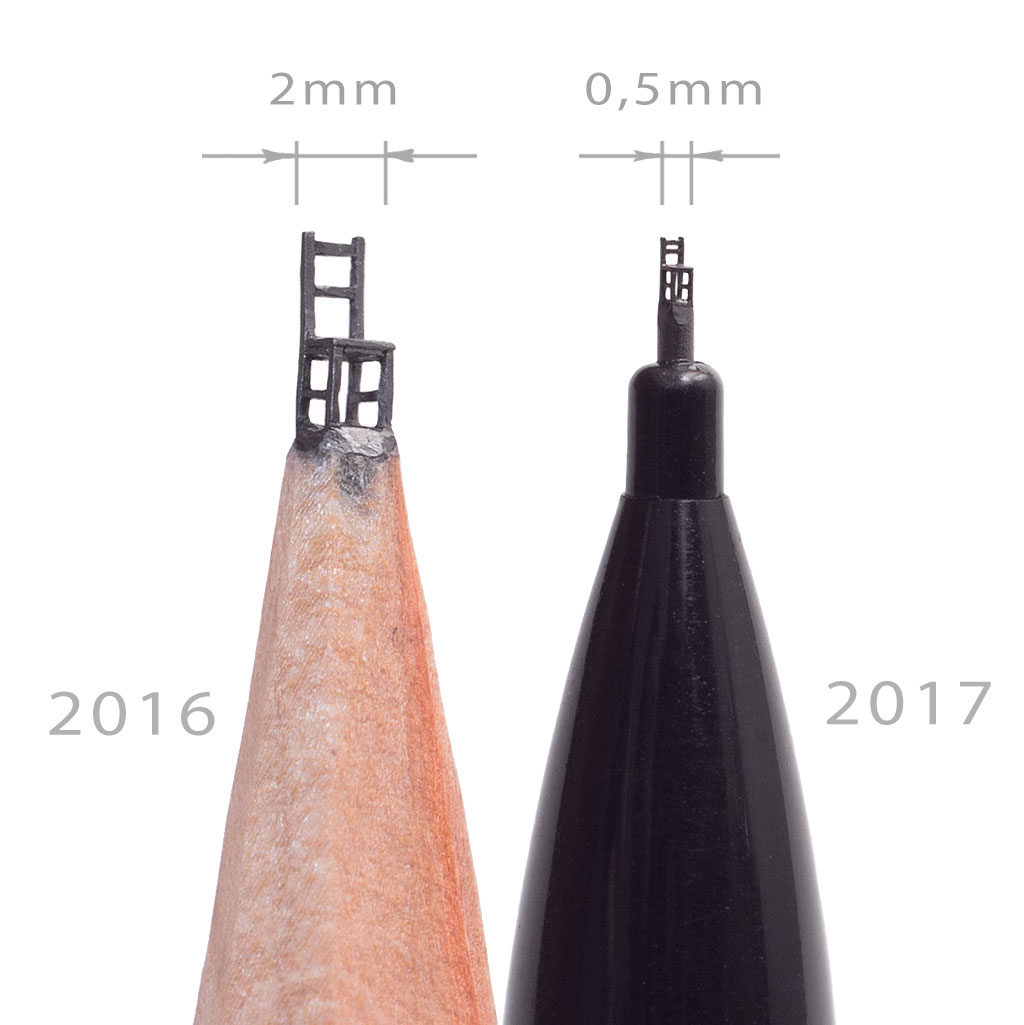
Стул. Микроскульптура из графита диаметром 0,5 и 2 мм
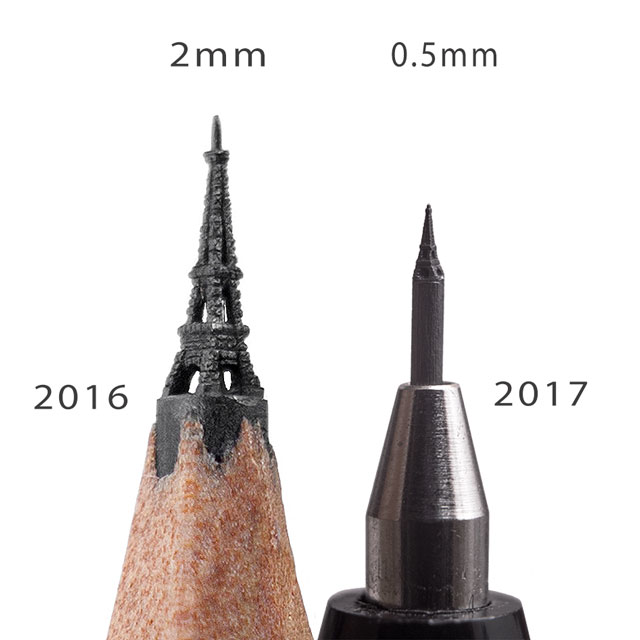
Эйфелева башня. Микроскульптура из графита диаметром 0,5 и 2 мм
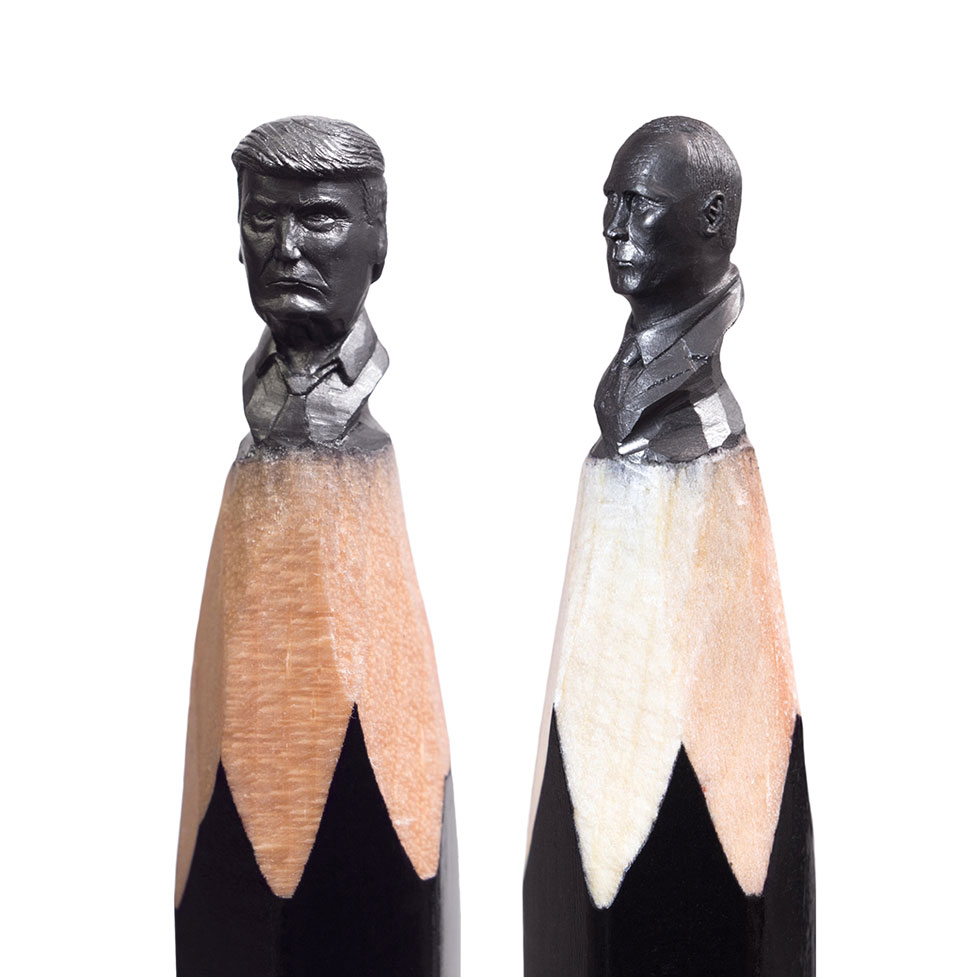
Бюст Путина В.В. и Трампа Д. Микроскульптуры из графита диаметром 5 мм
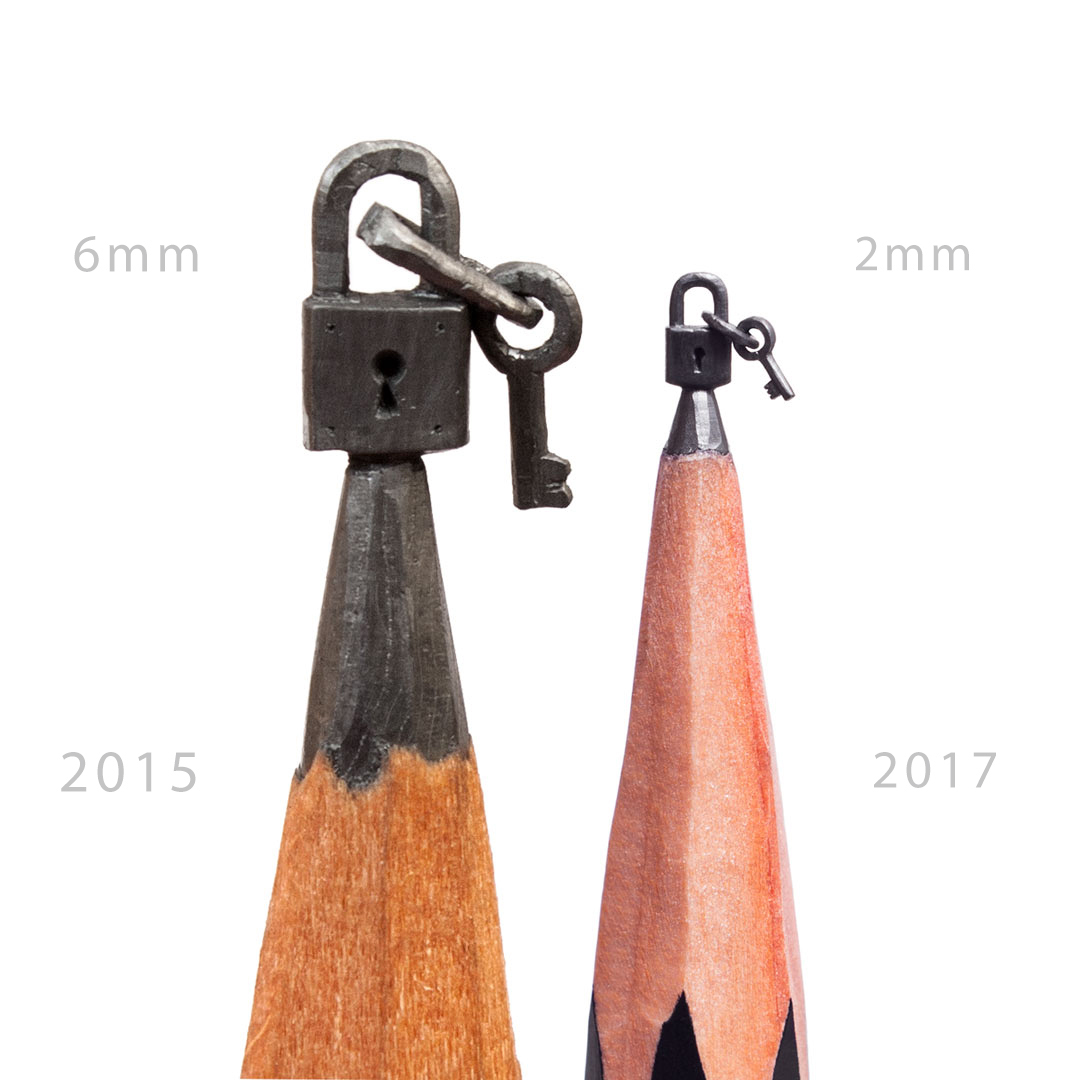
Замок с ключом. Микроскульптуры из графита диаметром 5 мм